# Macroglossum multifascia
Macroglossum multifascia là một loài bướm đêm thuộc họ Sphingidae, chi Macroglossum.